# Joo Hyun-wook
Joo Hyun-wook (* 17. April 1986) ist ein ehemaliger südkoreanischer Bahn- und Straßenradrennfahrer.

## Sportliche Laufbahn
Joo gewann 2004 das Einzelzeitfahren bei den Asian Junior Games. Im Jahr darauf gewann er die Goldmedaille im Straßenrennen der Asienmeisterschaften in Punjab. Auf der Bahn gewann er dort Bronze in der Einerverfolgung. Bei den Asienspielen 2006 in Doha wurde Joo Hyun-wook Sechster im Einzelzeitfahren und Fünfter im Punktefahren auf der Bahn. 2007 belegte er bei der südkoreanischen Meisterschaft den zweiten Platz im Zeitfahren.

## Erfolge

### Straße
2004
- Asienspiele – Einzelzeitfahren (Junioren)

2005
- Asienmeister – Straßenrennen

### Bahn
- Asienmeisterschaft – Einerverfolgung

## Teams
- 2011 KSPO